# Red Sparrow
Red Sparrow (bra: Operação Red Sparrow; prt: A Agente Vermelha) é um filme de espionagem e suspense estadunidense de 2018, dirigido por Francis Lawrence e escrito por Justin Haythe, baseado no livro homônimo de Jason Matthews. Produzido pela TSG Entertainment e Chernin Entertainment e distribuído pela 20th Century Fox, é estrelado por Jennifer Lawrence, Joel Edgerton, Matthias Schoenaerts, Charlotte Rampling, Mary-Louise Parker, Jeremy Irons, Ciarán Hinds e Joely Richardson.
As filmagens tiveram início em 5 de janeiro de 2017 em Budapeste e Dunaújváros, na Hungria. A Mansão Festetics, localizada no vilarejo de Dég, no condado de Fejér, na Hungria, serviu de cenário para o filme. Outros locais de filmagens incluem Bratislava, capital da Eslováquia, e Viena, na Áustria. Algumas cenas também foram gravadas no Aeroporto de Londres-Heathrow, em Londres, no Reino Unido.
A pré-estreia de Red Sparrow ocorreu no Newseum, em Washington, D.C., no dia 15 de fevereiro de 2018. Estreou no Brasil e em Portugal em 1 de março de 2018. Foi lançado nos Estados Unidos no formato convencional no dia 2 de março de 2018. Recebeu críticas mistas, destacando-se a performance de Lawrence, a trilha sonora e a direção, enquanto a duração, a história e o excesso de violência e erotismo foram recebidos de forma negativa. Para alguns críticos, possui um final "catártico", transformando-se em uma produção confusa e sem profundidade. Arrecadou mais de US$ 151 milhões mundialmente, contra um orçamento de US$ 69 milhões.

## Sinopse
Uma espiã russa (Jennifer Lawrence) se apaixona por um oficial da CIA (Joel Edgerton) e se torna uma agente dupla.

## Elenco
| Ator                 | Personagem                                     |
| -------------------- | ---------------------------------------------- |
| Jennifer Lawrence    | Dominika Egorova                               |
| Joel Edgerton        | Nathaniel Nash                                 |
| Jeremy Irons         | General Vladimir Andreievich Korchnoi (MARBLE) |
| Matthias Schoenaerts | Ivan Dimitrevich (Vanya) Egorov                |
| Joely Richardson     | Nina                                           |
| Ciarán Hinds         | Alexei Zyuganov                                |
| Mary-Louise Parker   | Stephanie Boucher (SWAN)                       |
| Charlotte Rampling   |                                                |
| Bill Camp            | Marty Gable                                    |
| Douglas Hodge        | Maxim Volontov                                 |
| Thekla Reuten        | Marta Yelenova                                 |
| Nicole O'Neill       | Sonya                                          |
| Kristof Konrad       | Ustinov                                        |
| Sergei Polunin       | Konstantin                                     |

## Dublagem brasileira
Estúdio: Delart
Direção: Hercules Franco
Tradução: Mário Menezes
| Personagem | Dublador               |
| ---------- | ---------------------- |
| Dominika   | Mariana Torres         |
| Nate       | Philippe Maia          |
| Vanya      | Manolo Rey             |
| Matron     | Elida L'Astorina       |
| Stephanie  | Priscila Amorim        |
| Volontov   | Márcio Simões          |
| Trish      | Maíra Goes             |
| Marble     | Julio Chaves           |
| Marty      | Luiz Carlos Persy      |
| Zakharov   | Sérgio Fortuna         |
| Sonya      | Ana Helena Bittencourt |
| Anya       | Bruna Laynes           |
| Ustinov    | Samir Murad            |

## Recepção
No agregador de críticas Rotten Tomatoes, que categoriza as opiniões apenas como positivas ou negativas, o filme tem um índice de aprovação de 45% calculado com base em 283 comentários dos críticos que é seguido do consenso: "Red Sparrow visa um território de suspense de espionagem sexy e inteligente, mas o desempenho comprometido de Jennifer Lawrence não é suficiente para compensar personagens magros e uma história complicada." Já no agregador Metacritic, com base em 51 opiniões da imprensa tradicional, o filme tem uma média ponderada de 53 entre 100, com a indicação de "avaliações mistas ou médias". O público entrevistado pela CinemaScore deu ao filme uma nota média de "B" em uma escala de A+ a F.

## Embasamento histórico
De acordo com o Daily Telegraph, "O historiador de espionagem Nigel West - cujo Historical Dictionary of Sexspionage (Scarecrow Press) foi originalmente escrito como um manual para a comunidade de inteligência - questiona a existência de tais escolas de treinamento".

## Proposta de sequência
O diretor Francis Lawrence e o ator Joel Edgerton estão abertos à possibilidade de uma sequência baseada em Palace of Treason ou The Kremlin's Candidate.